# Civica Pinacoteca il Guercino
La Civica Pinacoteca "il Guercino" di Cento nasce nel 1839 ed è situata presso il Palazzo del Monte di Pietà, progettato da Giovanni Callegari nel 1794. La pinacoteca è il museo con la maggior concentrazione di opere di Guercino al mondo.

## Storia
La pinacoteca fu costituita nel 1839, quando vi furono riunite tele dai numerosi edifici di culto soppressi per decreto napoleonico. Tra di esse vi erano anche otto tele del Guercino, primo nucleo della pinacoteca; ad esse andranno ad aggiungersi, nel corso dei decenni, altre opere dell'artista centese, a partire da quelle dell'Ospedale Civile e altre provenienti da collezioni private. Nel 1861 fu realizzata la prima guida della pinacoteca, a cura di Alessandro Rusconi.
Negli anni 1940 lo spazio espositivo fu notevolmente ampliato e alla collezione andarono ad aggiungersi gli affreschi di Casa Pannini (realizzati dal Guercino tra il 1615 e il 1617), staccati e trasportati su tela.
In seguito al terremoto dell'Emilia del 2012 il museo è rimasto chiuso per undici anni ed è stato riaperto al pubblico il 25 novembre 2023, con un nuovo percorso espositivo in quindici sezioni su due livelli.